# María Elósegui
María Elósegui Ichaso (San Sebastián, 7 de diciembre de 1957) es una jurista española. Catedrática de Filosofía del Derecho en la Facultad de Derecho de la Universidad de Zaragoza, fue nombrada en enero de 2018 jueza en el Tribunal Europeo de Derechos Humanos (TEDH), con sede en Estrasburgo.

## Biografía
María Elósegui Itxaso es hija del ingeniero José María Elósegui A. y hermana del director de cine y documentalista José María Elósegui I., con el que en 2008 colaboró en el documental El Peine del Viento. Ingeniería de su colocación, en homenaje a la figura de su padre.
Su hermana, la doctora Lucía Elósegui, es la coordinadora de trasplantes de la OSI Donostialdea.
Licenciada en Filosofía y Licenciada en Derecho, es doctora en Derecho y doctora en Filosofía. Sus investigaciones están centradas en interculturalidad y el derecho a la identidad cultural, desde una perspectiva jurídica y filosófica. También realiza trabajos de investigación sobre la igualdad jurídica entre mujeres y hombres. Desde 2018 es además la representante de España en el Tribunal Europeo de Derechos Humanos.

## Trayectoria profesional

### Actividad docente
Ha realizado varias estancias de investigación fuera de España. En 1988-1990 recibió una beca para una investigación postdoctoral en la Universidad de Glasgow (Escocia), otorgada por el Ministerio de Educación y Ciencia de España. Posteriormente, en 1990 se incorporó a la Universidad de Valencia como becaria de investigación, gracias al Programa de Reincorporación a España de doctores. Desde 1991 es profesora de la Universidad de Zaragoza, accediendo a la plaza de Titular de Filosofía del Derecho por oposición en 1994. Desde entonces imparte la docencia y desarrolla la investigación en dicha Universidad, donde actualmente es catedrática.
Durante los años 1996-1997, le fue otorgada una beca de la Fundación alemana Alexander von Humboldt para realizar un trabajo de investigación sobre las acciones positivas para la igualdad entre mujeres y hombres en la Facultad de Derecho de la Universidad Christian Albrechts de Kiel (Alemania), bajo la dirección del catedrático Robert Alexy. La monografía resultado de esa estancia fue publicada por el Centro de Estudios Políticos y Constitucionales, en la sección dirigida por el profesor Rubio Llorente, catedrático de Derecho Constitucional, y expresidente del Consejo de Estado. 
Es visiting professor de las Universidades de Toronto (Canadá), Chicago, UCLA (Los Ángeles), Universidad Laval  (Quebec) y el Instituto Alemán de Derechos Humanos, con sede en Berlín (Deutsches Institut für Menschenrechte).
Actualmente, imparte la docencia de las asignaturas de Filosofía del Derecho, Teoría del Derecho y la asignatura optativa Derecho y Libertades en la Universidad de Zaragoza. Asimismo, coordina la línea de especión de Derechos Humanos, libertades y Derecho Penal, dentro del Máster Universitario en Especialización e Investigación en Derecho de la Universidad de Zaragoza, así como un Programa de Doctorado en este mismo ámbito. 
Ha formado parte del cuerpo docente de la Academia Europea de Teoría del Derecho, con sede en Bruselas, en las Universidades Saint Louis y en la Universidad Flamenca de Bruselas (Facultés Universitaires Saint Louis y Katholieke Universiteit Brussel), desde el año 2001 hasta el 2009, fecha en la que debido a la reforma universitaria (Plan Bolonia) la Academia se extinguió. Asimismo, ha sido llamada a participar como experta en Igualdad en organismos internacionales como la ONU y el Consejo de Europa.

### Miembro del Tribunal Europeo de Derechos Humanos
En enero de 2018 fue elegida por la Asamblea Parlamentaria del Consejo de Europa como nuevo miembro español del Tribunal Europeo de Derechos Humanos de Estrasburgo. El Gobierno de España del Partido Popular había presentado una terna de candidatos, entre los cuales la Asamblea finalmente eligió a Elósegui.

### Participación en el proyecto de ley de igualdad
Ella misma afirma haber elaborado, junto con otros tres expertos, el anteproyecto de la ley para la igualdad efectiva de mujeres y hombres por encargo del Gobierno español, lo que algunos responsables políticos de la misma negaron.
Elósegui afirmó ser la coautora del anteproyecto de la ley de igualdad 3/2007, entre otros, en el curriculum vitae enviado al Tribunal Europeo de Derechos Humanos para su proceso de selección como juez de este tribunal. A preguntas de eldiario.es tanto la secretaria general de Igualdad de la época, Soledad Murillo; Mariví Monteserín, ponente de la ley; como Rosa Peris, directora entonces del Instituto de la Mujer negaron participación alguna de Elósegui en la ley. Únicamente Rosa Peris recuerda un documento de asistencia técnica encargado al magistrado José Fernando Lousada Arochena en el que Elósegui colaboró con dos expertos más, pero que (según Peris) no se utilizó para la redacción del anteproyecto, que fue redactado por una comisión interministerial.
Posteriormente Soledad Murillo envió una carta a María Elósegui en la que rectifica, "lamenta haberse equivocado" y hace mención a un certificado del Instituto de la Mujer de 2005 que recoge que había "formado parte del grupo de expertos que elaboró, a solicitud del Instituto de la Mujer, una propuesta base para la elaboración del borrador de la ley de igualdad entre hombres y mujeres". Además, el ministro de Justicia, Rafael Catalá Polo, exhibió dicho certificado en el pleno del Congreso en defensa de Elósegui.

### El modelo de corresponsabilidad entre mujeres y hombres
La profesora Elósegui aboga por un modelo de igualdad en la diferencia entre mujeres y hombres, lo que supone defender la necesidad de una corresponsabilidad y presencia de ambos en la esfera privada y en la vida pública. En Diez temas de género analiza el concepto de género que subyace en los documentos de la ONU, y su influencia en un cambio de mentalidad a nivel internacional, que se hace sentir en las legislaciones de todos los países del mundo en materias de familia, igualdad de sexos, reparto de roles entre hombres y mujeres.[cita requerida]
Así se exponen los tres tipos de modelos de relaciones entre hombres y mujeres: El primer modelo es el no igualitario, que considera que la mujer es distinta e inferior al hombre. El segundo modelo es el propuesto por varios tipos de feminismo, que abogan bien por la igualdad absoluta de hombres y mujeres, bien por una diferencia también abismal entre los sexos. En los dos casos entienden la igualdad de la mujer como emancipación o liberalización de sus funciones reproductivas, ensalzando su papel en la esfera pública o laboral. El modelo de corresponsabilidad considera deficientes tanto el primero como el segundo modelo, y apoya un tercer paradigma: el de la corresponsabilidad o interdependencia de hombres y mujeres tanto en el espacio privado, compartiendo la educación, crianza de los hijos y las tareas domésticas, como en el espacio público. En definitiva, plantea la necesidad de la conciliación entre los derechos productivos y los derechos reproductivos, tanto para los hombres como para las mujeres.[cita requerida]

### El modelo intercultural. El republicanismo intercultural y la ciudadanía inclusiva
La profesora Elósegui defiende en varias de sus obras el derecho a la identidad cultural como un derecho humano de cada persona y a su vez la necesidad de una ciudadanía que marque unos elementos comunes para todos los ciudadanos respetando sus diferencias culturales, religiosas, sin exigir una absoluta uniformización. La autora ha recreado el concepto de «republicanismo intercultural» aplicándolo de un modo novedoso a la situación europea contemporánea con sus específicos problemas de la existencia de Estados-nación, de viejas minorías y de la nueva inmigración.[cita requerida]

### La identidad sexual. Homosexualidad y transexualidad
Tras la publicación de su libro Diez temas de género. Hombres y mujeres ante los derechos productivos y reproductivos, la profesora Elósegui concedió una entrevista en la que afirmaba que, si se construye la identidad al margen del género que marca el ADN, se puede ser más proclive a desarrollar patologías, como enfermedades de transmisión sexual:

Quienes construyan y realicen su comportamiento sexual de acuerdo a su sexo biológico desarrollarán una conducta equilibrada y sana, y quienes se empeñen en ir contra su biología desarrollarán distintas patologías. [En el libro Diez temas de género], yo no me manifiesto explícitamente y como punto de partida en contra de la ideología gay. Lo que sí que explico es la base científica de la sexualidad, de la que se deriva cuáles son las conductas sanas y deseables y por lo que nos muestra la ciencia el estilo de vida homosexual conlleva mayores riesgos de enfermedades de transmisión sexual. Pero aun con esto, cada individuo debe ser libre para desarrollar su identidad sexual como quiera, aunque no puede eludir sus consecuencias.
—María Elósegui.

Pero preguntada por la entrevista anterior, ya elegida magistrada del TEDH, afirmó en enero de 2018: «no creo que la homosexualidad produzca patologías».
Sobre las uniones estables homosexuales, opina que no pueden tener el mismo tratamiento que las heterosexuales:

Es verdad, que la ideología liberal de género ha penetrado también en el derecho civil y eso explica las corrientes recientes de intentar equiparar jurídicamente las relaciones homosexuales a las heterosexuales. Pero a pesar de todo, ningún ordenamiento jurídico europeo ha llamado a esas relaciones matrimonio, aunque les intente otorgar cierta protección jurídica que yo también considero justa dentro de ciertos límites. El derecho no discrimina simplemente trata de un modo diferente a lo diferente. Además hablar de uniones estables en ciertas relaciones resulta contrario a los datos sociológicos aportados por los mismos colectivos gays. Yo no tengo ningún empeño en nada, pero los datos son muy tozudos y al pan pan y al vino vino.
—María Elósegui.

Sobre la transexualidad, no está a favor de que, por ley, se pueda exigir a la Seguridad Social una operación quirúrgica de reasignación de sexo irreversible. Además, ha dado conferencias donde afirma que ser transexual es «una enfermedad, una patología, un sufrimiento, una tragedia» que se cura con tratamiento.

## Premios y galardones
En 2008, fue galardonada con el Premio Luis Portero de Derechos Humanos por sus investigaciones sobre pluralismo cultural. Es Miembro Correspondiente de la Real Academia Española de Jurisprudencia y Legislación. En 2019 recibió la Medalla de Oro de la Facultad de Derecho de la Universidad de Zaragoza.

## Publicaciones
Ha escrito diecisiete libros y numerosos artículos (más de cien) relacionados con los Derechos humanos, Filosofía del Derecho e Inmigración.
Libros:
1. Lo físico y lo mental en Henri Bergson, ed. Nau Llibres, Valencia, 1990, 268 pp.
2. El derecho a la igualdad y a la diferencia, Madrid, Ministerio de Trabajo y Asuntos Sociales, Instituto de la Mujer, 1998, 662 p. Agotado.
3. La transexualidad: jurisprudencia y argumentación jurídica, Granada, Comares, 379 p, 1999.
4. Materiales de prácticas de Teoría del Derecho, Prensas Universidad de Zaragoza, 1998. 2ª edición revisada, 229 p. Agotada y reeditada en el año 2000.
5. El rostro de la violencia. Más allá del dolor de las mujeres (Coordinadora),  Barcelona, Icaria, enero de 2002.
6. Las acciones positivas para la igualdad de oportunidades laborales entre mujeres y hombres. Un análisis de la legislación alemana y la Directiva 76/207/CEE desde la teoría de la argumentación de Robert Alexy, Madrid, Centro de Estudios Políticos y Constitucionales, 2003. 620 pp.
7. Negociación colectiva y prácticas laborales. Perspectiva de género, Barcelona, Icaria, 2005, 521 pp
8. Inmigración, empresa y formación. Implicaciones de la inmigración en la organización de las empresas y los centros educativos, Pilar de Luis Carnicer, María Elósegui Itxaso, Yolanda Gamarra, Ángel Martínez Sánchez, Manuela Pérez Pérez, María José Vela Jiménez, Pamplona, Aranzadi-Thomson, 2007.
9. Ley de Igualdad y Contrato de Trabajo. Modificaciones del Estatuto de los Trabajadores, Seguridad Social, Infracciones y Sanciones, Prevención de Riesgos y Procedimiento Laboral, Sistemática Memento, Dossier Práctico Francis Lefrebvre. Coordinador Fernando Lousada. Autores Fernando Lousada, Jaime Cabeza, María Elósegui y Teresa Pérez del Río, 2007
10. "Derechos Humanos y pluralismo cultural'", Madrid, Iustel, 2009, 289 p. Investigación galardonada con el premio Luis Portero de Derechos Humanos 2008, concedido por la Real Academia de Jurisprudencia y Legislación de Granada, patrocinado por el Ayuntamiento de Granada. Publicado un capítulo en inglés  Law and Cultural Diversity in Spain, en el libro colectivo FOBLETS, M.C (ed). The Response of the State Law to the Expression of Cultural Diversity, Bruselas, Bruylant, Francqui Foundation, 2010.
11. Diez temas de género: hombre y mujer ante los derechos productivos y reproductivos, Ediciones Internacionales Universitarias, 2ª edición, 2011
12. El derecho a la identidad cultural en la Europa del siglo XXI, Ediciones Universidad de Navarra, Eunsa, 2012
13. VVAA. El diálogo intercultural en España: un requisito de la educación y cultura de paz, Madrid, Fundación Europea Sociedad y Educación, 2009.
14. Educación para la Ciudadanía y los derechos humanos (ESO), Ed. Reverté-Aguilar.
15. Educación para la Ciudadanía y los derechos humanos (PRIMARIA), Ed. Reverté-Aguilar.
16. Ética Cívica (4º ESO), Ed. Reverté-Aguilar.
17. El concepto jurisprudencial de acomodamiento razonable: el Tribunal Supremo de Canadá y el Tribunal Europeo de Derechos Humanos ante la gestión de la diversidad cultural y religiosa en el espacio público, Prólogo de Miguel Rodríguez-Piñero y Bravo-Ferrer, Editorial Aranzadi, 2013

Artículos:
1. "“La legislación vigente sobre la asignatura de Politik en las escuelas alemanas”, Revista de Estudios Políticos, (2011), en prensa.
2. “La mente del legislador en los programas de la asignatura de educación política en las escuelas alemanas, en la LOE y en la legislación educativa de la CAPV”, Revista vasca de Administración Pública, n.º 89, enero-abril, (2011), pp. 265-310.
3. “El libro verde de la RSC de la Comisión Europea y la teoría de los stakeholders desde la perspectiva de género”, Cuadernos Electrónicos de Filosofía del Derecho, n.º 21, de diciembre de 2010, pp. 1-38.
4. “El concepto de laicidad abierta en el informe Bouchard-Taylor para Québec”, Revista General de Derecho Canónico y Derecho Eclesiástico del Estado, n.º 23, (2010), ISSN 1696-9669.
5. “El modelo de interculturalidad en el informe de la Comisión Bouchard-Taylor para Québec”, Anuario de Derechos Humanos, Nueva Época, Vol. 11, (2010), pp. 129-164.
6. “ La política legislativa de inmigración en Québec y su reflejo en el informe Bouchard-Taylor ”, Derecho Migratorio y Extranjería, n.º 22, (2009), pp. 281-234.
7. “Educar en la corresponsabilidad entre mujeres y hombres: la igualdad necesaria”, Revista General de Derecho Canónico y Derecho Eclesiástico del Estado, n.º. 20, 2009.
8. ¿En qué, por qué y para qué somos diferentes varones y mujeres?  Thémata: Revista de filosofía,  0212-8365,  2253-900X, N.º 35, 2005 (Ejemplar dedicado a: Debate sobre las antropologías), págs. 125-136
9. Las recomendaciones de la ECRI sobre discurso del odio y la adecuación del ordenamiento jurídico español a las mismas, Revista General de Derecho Canónico y Derecho Eclesiástico del Estado,  1696-9669, N.º. 44, 2017